# Autoriteit Persoonsgegevens
Das Autoriteit Persoonsgegevens (AP), bis 2016 College Bescherming Persoonsgegevens (CBP) genannt, ist die niederländische Datenschutzbehörde mit Sitz in Den Haag. Die Gründung erfolgte 1958.
Das AP überwacht die Einhaltung der Gesetze, die den Gebrauch personenbezogener Daten regeln. Es ist bei jedem Gebrauch personenbezogener Daten hinzuzuziehen, falls dies nicht explizit ausgenommen ist. Das AP ist in seiner Arbeit gem. Art. 28 der Richtlinie 95/46/EG (Datenschutzrichtlinie) unabhängig.
Es gibt Empfehlungen zu Gesetzgebungsvorhaben ab, betreibt Öffentlichkeitsarbeit, geht Beschwerden nach und kooperiert über die nationalen Grenzen hinaus mit anderen Datenschutzbehörden.
Das AP ist Mitglied der Artikel-29-Datenschutzgruppe wie auch der Internationalen Konferenz der Beauftragten für den Datenschutz und den Schutz der Privatsphäre. Ihr derzeitiger Vorsitzender war Jacob Kohnstamm. Seit dem 1. August 2016 ist Aleid Wolfsen der Vorsitzende.